# Tears (Tiaraのアルバム)
『Tears』（ティアーズ）は、日本の歌手Tiaraの2枚目のオリジナル・アルバム。2011年2月16日発売。

## 解説
前作から9ヶ月ぶり、デビュー後2作目のアルバムである。CDジャケットのジャケットデザインは、アートディレクターの吉田ユニが手がけた。「涙で溺れてしまった」というコンセプトの元、プールでの水中撮影が行われた。後のインタビューでTiara本人は「息を止めての撮影で、メイクも落ちてしまい大変だったが頑張って良かった」と語っている。「人は様々な涙を通して成長している。聴いた人の心が涙を流した後のように浄化されるようなアルバム」でありたいと語っている。

## 参加アーティスト
So'Fly・K.J.・傳田真央・露崎春女

## 批評
| 専門評論家によるレビュー | 専門評論家によるレビュー |
| レビュー・スコア         | レビュー・スコア         |
| 出典                     | 評価                     |
| ------------------------ | ------------------------ |
| WHAT's IN?               | 肯定                     |

『WHAT's IN?』の大野貴史は、アルバムタイトルが表す様に「切ない楽曲」が中心だとコメントし、「後半は恋の始まりを描いたM9、傳田真央とタッグを組んだ軽やかなM10、YANAGIMANプロデュースの母性で聴き手を包み込むようなM13など、だんだん涙が乾いていく印象。いずれも淡い水彩画のような歌声が心地よい。」と批評した。

## 収録曲
1. もう誰にもとられたくない feat. So' Fly
  - 作詞：Tiara , GIORGIO 13 / 作曲：GIORGIO CANCEMI / 編曲・プロデュース：GIORGIO CANCEMI
  - リードシングルとして1月より先行配信された。
2. 愛しすぎて
  - 作詞・作曲：Tiara / 編曲・プロデュース：Soundbreakers
  - 5thシングル。
3. 嘘でもいいから 
  - 作詞・作曲：Tiara / 編曲・プロデュース：Soundbreakers
4. 桜 〜君がいた場所〜 feat. K.J.
  - 作詞：河口恭吾, Tiara ,Kohei Sakama / 作曲：河口恭吾, 3rd Productions
  - リードシングルとして2月より先行配信された。
5. 〜Tears〜
  - Produce by Tiara & BU-NI
6. 「ごめんね。」  
  - 作詞・作曲：Tiara / 編曲・プロデュース：Ricky
7. PURIFY 
  - 作詞：MONA / 作曲・編曲・プロデュース：Ryosuke"Dr.R"Sakai
8. もう一度だけ
  - 作詞・作曲：Tiara / 編曲・プロデュース：Ricky
9. Be Mine 
  - 作詞・作曲・プロデュース：露崎春女 / 編曲：井上大輔, 露崎春女
10. Girls be ambitious!　with 傳田真央
  - 作詞・作曲・プロデュース：傳田真央 /  編曲：傳田真央, UTA
11. 〜Voice〜
  - Produce by Tiara & BU-NI
12. 会いたい
  - 作詞：沢ちひろ/ 作曲：財津和夫 / 編曲・プロデュース：松浦晃久
13. ヒカリ
  - 作詞：Tiara / 作曲・編曲・プロデュース：YANAGIMAN
  - 4thシングル。
14. 未来へと
  - 作詞：Tiara / 作曲・編曲：BU-NI

## タイアップ
もう誰にもとられたくない feat. So'Fly
日本テレビ系「ハッピーMusic」2月エンディング・テーマ
愛しすぎて
テレビ朝日系『木曜ミステリー』2010年10月期に放映された『京都地検の女』第6シリーズ主題歌
「ごめんね。」
OAD「×××HOLiC・籠 あだゆめ」エンディングテーマ
ヒカリ
日本テレビ系「ハッピーMusic」8月オープニング・テーマ